# 빅 펀 (음악가)
빅 펀(Big Pun, 본명: Christopher Lee Rios, 1971년 11월 23일 ~ 2000년 2월 7일)은 미국의 래퍼였다. 힙합그룹 테러스쿼드의 前멤버이다. 2000년 심장병으로 사망했다.

## 생애
그는 라틴계 아메리카인이었으며 Puerto Rican에 살았다가, 후에 뉴욕으로 이사와 랩을 본격적으로 시작했다. 랩퍼 팻 조와 친했으며, 2장의 앨범은 플래티늄을 받았으며 3집《Endangered Species》는 골드를 받았다. 라임 쓰는 법을 잘 이용했는데,가사 전체가 라임 천지라고 해도 과언이 아닐만큼 엄청난 라임과 중저음 목소리로 랩을 했다.
2010년 그의 네 번째 유작 앨범이 발매되었다. 2000년 심장병으로 크라운 플라자 호텔(Crowne Plaza Hotel)에서 사망했다.